# Classe Constellation
A Classe Constellation é uma classe de fragatas multimissão que se encontra em desenvolvimento para a Marinha dos Estados Unidos. No dia 10 de julho de 2017, a Marinha dos EUA anunciou o projeto da fragata FFG(X) na solicitação de informações (RFI) do Departamento de Defesa dos Estados Unidos.
A Marinha dos EUA selecionou cinco construtores navais para desenvolver seus projetos em um projeto prospectivo para as vinte fragatas de mísseis guiados. No dia 30 de abril de 2020, foi anunciado que a Fincantieri Marinette Marine havia vencido o contrato com seu projeto baseado na fragata multiuso FREMM

## Projeto

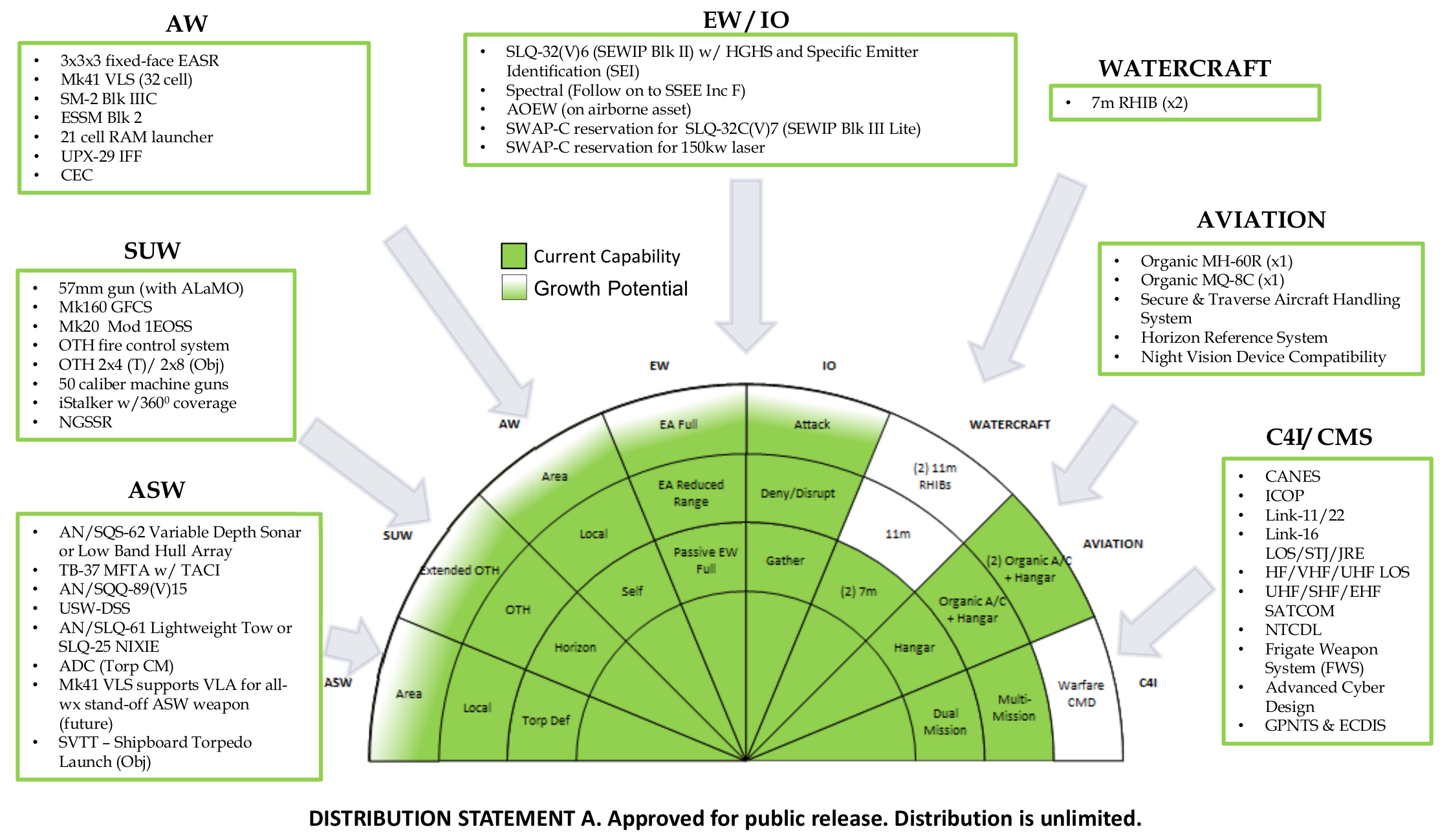
O equipamento fornecido pelo governo proposto para o FFG(X)

A intenção da Marinha de comprar o primeiro navio em 2020 resultou em pouco tempo suficiente para desenvolver um design novo para o navio. Consequentemente, a Marinha pretendia que o projeto do FFG(X) fosse uma versão modificada de um projeto de navio "pai" existente. A RFI diz: "Está prevista uma competição para FFG(X) para considerar os projetos pais existentes para um Pequeno Combatente de Superfície que pode ser modificado para acomodar os requisitos de capacidade específicos prescritos".
O desejo da Marinha dos EUA era de uma fragata que pudesse acompanhar os porta-aviões e ter sensores em rede com o resto da frota para expandir o quadro tático geral disponível para o grupo.
A Marinha dos Estados Unidos anunciou que a nova fragata terá no mínimo 32 células Mark 41 Vertical Launch System a bordo, principalmente para guerra antiaérea para autodefesa ou missões de escolta.
Os navios devem ser capazes de realizarem as seguintes missões:
- Destrua navios de superfície;
- Detectar submarinos inimigos;
- Defender navios de comboio;
- Empregar sistemas de guerra eletrônica ativa e passiva;
- Defenda-se contra ataques de pequenos barcos.

A classe contara um sistema de propulsão combinado Diesel/Elétrico e gás que nunca foi usado em nenhum outro navio da Marinha dos EUA. O novo sistema de propulsão deverá ser testado em terra, a fim de reduzir o risco de falha do motor, que afetou o programa LCS anterior.

### Propostas
Seis construtores apresentaram propostas de projetos para o programa FFG(X). Em fevereiro de 2018, a Marinha dos EUA anunciou que, a partir dessas propostas, havia selecionado cinco construtores navais, concedendo a cada um contrato de US$ 15 milhões para produzir projetos conceituais para o programa. Os construtores são os seguintes: Huntington Ingalls Industries, Austal USA, Fincantieri Marine Group, General Dynamics e Lockheed Martin.
A  Atlas North America apresentou a fragata MEKO A-200, mas não foi selecionada para um contrato conceitual. Os projetos de navios desses cinco construtores navais foram avaliados pela Marinha para informar as especificações finais que seriam usadas para a solicitação da proposta do FFG(X) em 2019 e no ano de 2020 seria feito o anuncio da proposta  vencedora do contrato.
A Lockheed Martin abandonou a disputa no dia 28 de maio de 2019.
| Construtor naval                   | Projeto pai                              | Nome da proposta       | Comprimento (m) | Equipe técnica   | Contrato concedido                    |
| ---------------------------------- | ---------------------------------------- | ---------------------- | --------------- | ---------------- | ------------------------------------- |
| Austrália EUA                      | LCS de classe de independência           | "Fragata Austral"      | 127,7           | para 130         | Desenho                               |
| Fincantieri Marine Group           | Fragata multiuso FREMM                   | FREMM                  | 143,8           | 133              | Projeto Detalhado e Construção (DD&C) |
| General Dynamics / Bath Iron Works | Fragata espanhola classe Álvaro de Bazán | "F100"                 | 146,7           | para 234         | Desenho                               |
| Indústrias Huntington Ingalls      | Classe lendária                          | "Fragata Patrulha"     | 127.4           | Não especificado | Desenho                               |
| Lockheed Martin                    | Classe Freedom                           | "Fragata da Liberdade" | 125             | 130              | Projeto (retirado)                    |
| América do Norte Atlas             | MEKO A-200                               | MEKO A-200             | 121             | 100-120          | Nenhum                                |

### Anuncio do vencedor do contrato
No dia 30 de abril de 2020, a fragata multiuso FREMM da Fincantieri Marinette Marine foi anunciada como vencedora do programa, recebendo então um contrato de US$ 795 milhões para projeto detalhado e construção do navio principal, com opções para nove navios adicionais. No dia 20 de maio de 2021, a Marinha dos EUA emitiu um contrato de US$ 554 milhões para a Fincantieri Marinette Marine iniciar a construção do futuro USS Chesapeake (FFG-64).

## Desenvolvimento
A Marinha dos EUA adquiriu a primeira fragata no ano fiscal de 2020, a próxima foi concedida em abril de 2021 e a terceira está planejada para ser concedida no ano fiscal 2022. A solicitação orçamentária proposta pela Marinha para o ano fiscal de 2020 foi de US$ 1,281 bilhão para a aquisição do primeiro navio. A apresentação do orçamento da Marinha para o ano fiscal de 2020 mostra que os navios sequentes da classe estão estimados entre US$ 850 milhões a US$ 950 milhões.

### Atrasos
No inicio de 2024 foi relatado que a primeira fragata iria ser entregue com pelo menos um ano de atraso, devido principalmente à falta de mão de obra no estaleiro onde está sendo construída. A modificação do projeto FREMM com o objetivo de nacionalizar os equipamentos presente nos navios, acarretou em uma revisão onde foi constatado que o design modificado não atendia aos padrões de serviço para operação em mares agitados, sendo necessário alterações de design que consumiram a margem de programação que o estaleiro queria ter para o primeiro navio.
Em junho de 2024, o Escritório de Responsabilidade Governamental dos EUA (GAO) divulgou um relatório detalhando o crescimento de peso, a instabilidade do design e outros problemas com a classe Constellation. A construção do navio líder da classe, USS Constellation (FFG-62), iniciou-se em agosto de 2022 sem um design finalizado, contrariando práticas de design naval estabelecidas. Em setembro de 2023, apenas 3,6% da construção estava concluída, muito abaixo dos 35,5% planejados. Além disso, o aumento de peso não planejado foi superior a 10% em relação às estimativas iniciais. Essas questões levantam preocupações sobre a capacidade da fragata de atingir sua velocidade máxima e manter a relevância operacional ao longo de sua vida útil. A Marinha dos EUA já confirmou que a entrega da primeira fragata da classe Constellation pode ocorrer apenas em 2029, três anos após o prazo original. A decisão de iniciar a construção sem um design completo e as mudanças constantes nos requisitos contribuem para os problemas enfrentados pelo programa.
Em abril de 2025, foi relatado que apenas 10% da construção da primeira unidade foi concluída, muito abaixo dos 35% previstos. O design ainda não foi finalizado, e a entrega, que era para 2026, ficou para 2029. Os principais problemas são falta de mão de obra qualificada e mudanças frequentes no projeto.

## Navios da classe
| Nome                | Número do casco | Construtor                   | Batimento            | lançado | comissionado     | Homeport       | Status        |
| ------------------- | --------------- | ---------------------------- | -------------------- | ------- | ---------------- | -------------- | ------------- |
| Constellation       | FFG-62          | Fincantieri Marinette Marine | 31 de agosto de 2022 |         | 2029 (planejado) | NS Everett, WA | Em construção |
| Congress            | FFG-63          | Fincantieri Marinette Marine |                      |         |                  | NS Everett, WA | Encomendado   |
| Chesapeake          | FFG-64          | Fincantieri Marinette Marine |                      |         |                  | NS Everett, WA | Encomendado   |
| Lafayette           | FFG-65          | Fincantieri Marinette Marine |                      |         |                  | NS Everett, WA | Encomendado   |
| Hamilton            | FFG-66          | Fincantieri Marinette Marine |                      |         |                  | NS Everett, WA | Encomendado   |
| Gálvez              | FFG-67          | Fincantieri Marinette Marine |                      |         |                  | NS Everett, WA | Encomendado   |
| Everett Alvarez Jr. | FFG-68          | Fincantieri Marinette Marine |                      |         |                  | NS Everett, WA | [ 56 ]        |
| Joy Bright Hancock  | FFG-69          | Fincantieri Marinette Marine |                      |         |                  | NS Everett, WA | [ 57 ]        |

A Marinha anunciou que a Estação Naval Everett, em Washington, seria a futura base dos primeiros 12 navios da classe.

### Nome
As convenções de nomenclatura de navios dos Estados Unidos nomeiam as fragatas em homenagem a heróis ou líderes da Marinha e do Corpo de Fuzileiros Navais dos EUA. Um relatório ao Congresso em de fevereiro de 2021 informou que a Marinha dos Estados Unidos não havia declarado que esse esquema de nomenclatura era uma mudança em suas regras para nomear navios.
Em outubro de 2020, o secretário da Marinha, Kenneth Braithwaite, anunciou que a primeira fragata FFG(X) se chamaria USS Constellation (FFG-62). Em dezembro do mesmo ano, o secretário Braithwaite anunciou que o segundo navio da classe se chamaria USS Congress (FFG-63). Em janeiro de 2021, o secretário Braithwaite anunciou que o terceiro navio da classe se chamaria USS Chesapeake (FFG-64). No dia 23 de maio de 2023, o secretário da Marinha (SECNAV), Carlos Del Toro, anunciou em Nova Iorque que a quinta fragata será chamada USS Hamilton (FFG-66). Em junho do mesmo ano, o secretário anunciou em Paris que a quarta fragata será chamada de USS Lafayette (FFG 65). Em junho de 2024, o secretário Carlos Del Toro, anunciou que a sexta fragata se chamara USS Gálvez (FFG-67). Em dezembro do mesmo ano, o secretário nomeou a oitava fragata, que será chamada de USS Joy Bright Hancock (FFG-69). Em janeiro de 2025, o secretário Carlos Del Toro, anunciou que o sétimo navio se chamaria USS Everett Alvarez Jr. (FFG-68).